# 布索
布索是乍得的城市，位於首都恩賈梅納的東南面，處於沙里河畔，居民主要從事農業和畜牧業，擁有該地區其中一個最大的牲畜市場，城內有機場設施，2008年人口14,286。